# Giselle Ansley
Giselle Anne Ansley (Kingsbridge, 31 de março de 1992) é uma jogadora de hóquei sobre a grama britânica que já atuou pela seleção do Reino Unido. Conquistou a medalha de ouro nos Jogos Olímpicos Rio 2016.